# HIP 14810 d
HIP 14810 d es un planeta extrasolar que se encuentra aproximadamente a 172 años luz de distancia, en la constelación de Aries, orbitando la estrella HIP 14810. Su masa es 0,57 veces la de Júpiter y su semieje mayor es de 1,89 UA, con una órbita muy excéntrica.